# DR-Baureihe 56.2–8
Zwischen 1934 und 1941 baute die Deutsche Reichsbahn insgesamt 691 Dampflokomotiven der bis dahin als Baureihe 5525–56 eingereihten Preußischen G 8.1 um. Daraus entstand die Baureihe 562–8.

## Geschichte
Die laufachslosen Vierkuppler erhielten vorn eine Bisselachse mit 100 mm Seitenspiel und wurden so zu Lokomotiven der Bauart 1’D. Diese Laufachse ließ die höhere Geschwindigkeit von 70 km/h zu. Zudem wurde die durchschnittliche Achslast geringer, so dass die Lokomotiven auf Nebenstrecken eingesetzt werden konnten. Beim Umbau wurde der Kessel nach vorn verschoben und etwas angehoben. Über den vorderen Kuppelachsen wurde ein Ballastgewicht eingebaut. Das Zweizylinder-Heißdampftriebwerk blieb unverändert. Die Lokomotiven erhielten Betriebsnummern zwischen 56 201 und 891, wobei die Nummerierung nicht fortlaufend war.
Die Anfertigung der Zeichnungen und die Fertigung der ersten zehn Lokomotiven erfolgte bei Borsig. Die weiteren Umbauten fanden in den Ausbesserungswerken Schneidemühl, Gleiwitz, Kaiserslautern, Darmstadt, Lingen und Schwerte im Rahmen von fälligen Untersuchungen statt. Sie konnten in der Ebene eine Last von 2100 t mit 45 km/h fördern, auf Steigungen von 10 Promille waren noch 495 t mit 40 km/h möglich. Die ersten Ausmusterungen von Lokomotiven der Baureihe 562–8 erfolgten bereits in den Jahren 1943/1944.

## Einsätze nach dem Zweiten Weltkrieg

### Deutsche Bundesbahn
Die Deutsche Bundesbahn übernahm nach dem Zweiten Weltkrieg etwa 352 der etwa 410 in Deutschland vorhandenen Exemplare. Es wird auch eine Stückzahl von 368 genannt. Ihr Einsatz erfolgte vorrangig in den Direktionen Frankfurt (60 Lokomotiven), Kassel (42 Lokomotiven), Hamburg (41 Lokomotiven), Münster (38 Lokomotiven), Mainz (37 Lokomotiven), Essen (30 Lokomotiven), sie wurden von den Ausbesserungswerken Darmstadt, Lingen und Mülheim-Speldorf betreut. 1953 war der Bestand auf 285 Lokomotiven zurückgegangen, 1961 waren noch 70  vorhanden, die ausschließlich im AW Lingen erhalten wurden. Diese wurden bis Mitte der 1960er Jahre ausgemustert. Als letzte erhaltene Lokomotive wird 1968 die 56 241 genannt, die die EDV-gerechte Betriebsnummer 056 241-3 erhalten sollte.

### Deutsche Reichsbahn
Die Anzahl der von der Deutschen Reichsbahn übernommenen Fahrzeuge ist nicht genau ermittelbar. Sie waren ausschließlich nördlich von Berlin in den Bahnbetriebswerken Neubrandenburg, Neustrelitz, Prenzlau, Templin, Berlin-Lichtenberg und Pankow eingesetzt und wurden vom Reichsbahnausbesserungswerk Cottbus erhalten.
15 Lokomotiven auf der Insel Usedom waren im Bahnbetriebswerk Heringsdorf beheimatet. Diese wurden auf Grund der herrschenden Windverhältnisse mit Windleitblechen ausgerüstet und waren zwischen Ahlbeck und Wolgaster Fähre eingesetzt. 1965 wurden sie von Lokomotiven der Reihe 86 abgelöst. Für die 56 234, 339, 384 und 443 war noch eine Umzeichnung nach dem EDV-Nummernplan vorgesehen. Die neuen Betriebsnummern wurden jedoch nicht mehr angeschrieben, da die letzte Lokomotive 1970 ausgemustert wurde.

### ÖBB 656
Die 56 218, 258, 317, 543 und 598 verblieben nach dem Zweiten Weltkrieg auf österreichischem Staatsgebiet. Die 56 317 und 543 wurden 1953 ausgemustert. Die restlichen Maschinen bildeten unter Beibehaltung der Ordnungsnummern die ÖBB-Reihe 656. Diese wurden 1956 ausgemustert, zuletzt die 656 598.

### PKP Tr5
Nach 1945 verblieben 66 Lokomotiven in Polen und erhielten die Baureihenbezeichnung Tr5. Sie waren in den Bezirken Wrocław und Katowice beheimatet und wurden mit großen Scheinwerfern ausgerüstet. Eingesetzt waren sie bis Mitte der 1970er Jahre.
Die Tr5-65, die ehemalige 56 511, blieb erhalten. Diese war in Łazy und Legnica beheimatet. Es ist bekannt, dass die Lokomotive dort 1955 entgleiste. Nach ihrer Ausmusterung stand die Lokomotive 20 Jahre ungenutzt, bis sie 1994 in das Museumsdepot in Jaworzyna Śląska als betriebsfähiges Exponat kam. Als dieses aufgelöst wurde, kam sie am 2. Mai 2002 zusammen mit der Pt47-112 und der Ol49-111 in das Bahnbetriebswerk Wolsztyn. Derzeit läuft eine Spendenaktion zur betriebsfähigen Aufarbeitung der Lok. Erste Arbeiten am Kessel wurden bereits ausgeführt.